# Björn Engquist
Björn Engquist (Estocolmo, 2 de junho de 1945) é um matemático sueco.
Engquist obteve um doutorado em 1969 em matemática numérica na Universidade de Uppsala, orientado por Heinz-Otto Kreiss. Depois lecionou na Universidade da Califórnia em Los Angeles. A partir de 2001 foi professor na Universidade de Princeton e diretor de seu programa em matemática aplicada e numérica e a partir de 2005 professor na Universidade do Texas em Austin. Desde 1993 é também professor no Instituto Real de Tecnologia em Estocolmo, onde é diretor do Instituto de Computação Paralela e Científica.
Trabalha com análise numérica e computação científica, e em especial com métodos numéricos para equações diferenciais (como modelagem em multiescalas) com aplicação em eletrodinâmica e hidrodinâmica.
Com Ami Harten, Stanley Osher e Sukumar Chakravarthy desenvolveu em 1987 o método ENO (Essentially Non Oscillatory) para a solução numérica de leis de conservação hiperbólicas.
Engquist publicou mais de 100 artigos científicos e orientou até 2009 mais de 30 doutorandos. É membro da Academia Real das Ciências da Suécia e da Academia Real de Ciências da Engenharia da Suécia. Foi palestrante convidado ("Invited Speaker") no Congresso Internacional de Matemáticos de 1983 em Varsóvia e de 1998 em Berlim (Wavelet based numerical homogenization) e apresentou um palestra plenária no Congresso Europeu de Matemática de 1992 em Paris (Numerical approximation of hyperbolic conservation laws). Em 1982 recebeu o primeiro Prêmio James H. Wilkinson e em 2012 o Prêmio George David Birkhoff.

## Obras
- Editor com Wilfried Schmid: Mathematics unlimited- 2001 and beyond, Springer 2001
- Editor com Per Lötstedt, Olof Runborg: Multiscale Methods in Science and Engineering, Springer 2005
- Editor com Lötstedt, Runborg: Multiscale Modeling and Simulation in Science, Springer 2009
- Editor: Highly oscillatory problems, Cambridge University Press 2009
- Editor com Gregory Kriegsmann: Computational Wave Propagation, Springer 1997
- Editor com Stanley Osher, Richard Somerville: Large Scale computations in fluid mechanics, American Mathematical Society 1985
- Editor com Peter Deuflhard: Large Scale Scientific Computing, Birkhäuser 1987